# Ангатуба
Ангатуба (порт. Angatuba)  —  муниципалитет в Бразилии, входит в штат Сан-Паулу. Составная часть мезорегиона Итапетининга. Входит в экономико-статистический  микрорегион Итапетининга. Население составляет 20 833 человека на 2006 год. Занимает площадь 1 028,702 км². Плотность населения — 20,3 чел./км².

## История
Город основан 11 марта 1862 года. 

## Статистика
- Валовой внутренний продукт на 2003 составляет 207.573.535,00 реалов (данные: Бразильский институт географии и статистики).
- Валовой внутренний продукт на душу населения на 2003 составляет 10.312,16 реалов (данные: Бразильский институт географии и статистики).
- Индекс развития человеческого потенциала на 2000 составляет 0,762 (данные: Программа развития ООН).

## География
Климат местности: субтропический. В соответствии с классификацией Кёппена, климат относится к категории Cfb.

## Галерея

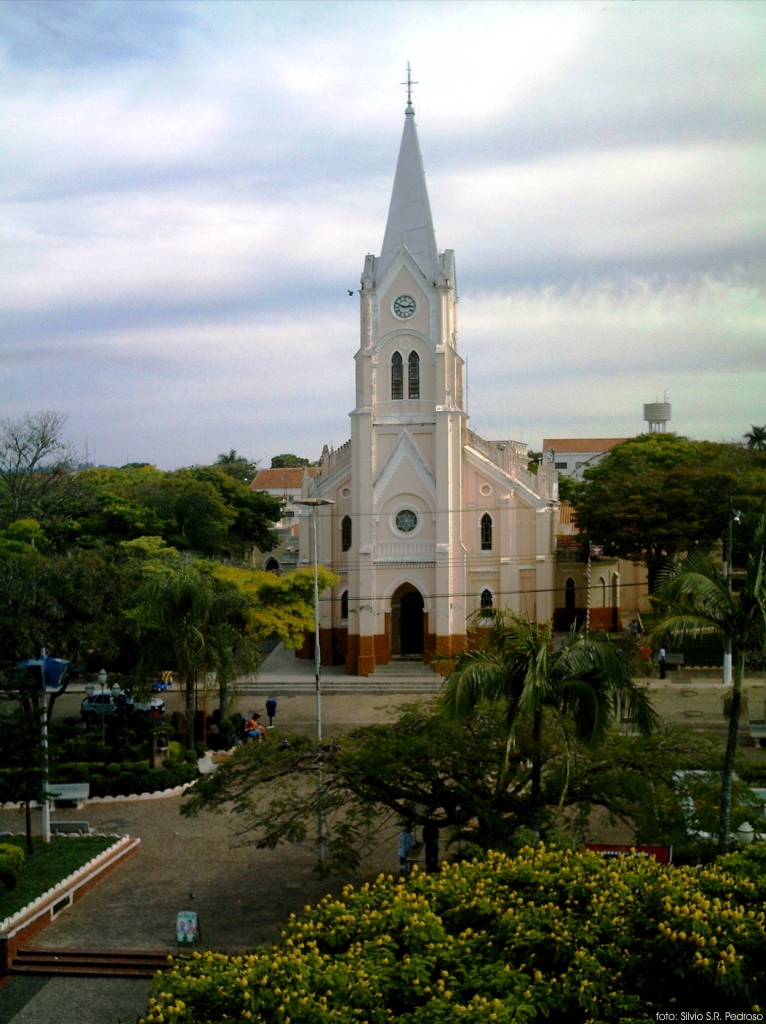
Собор
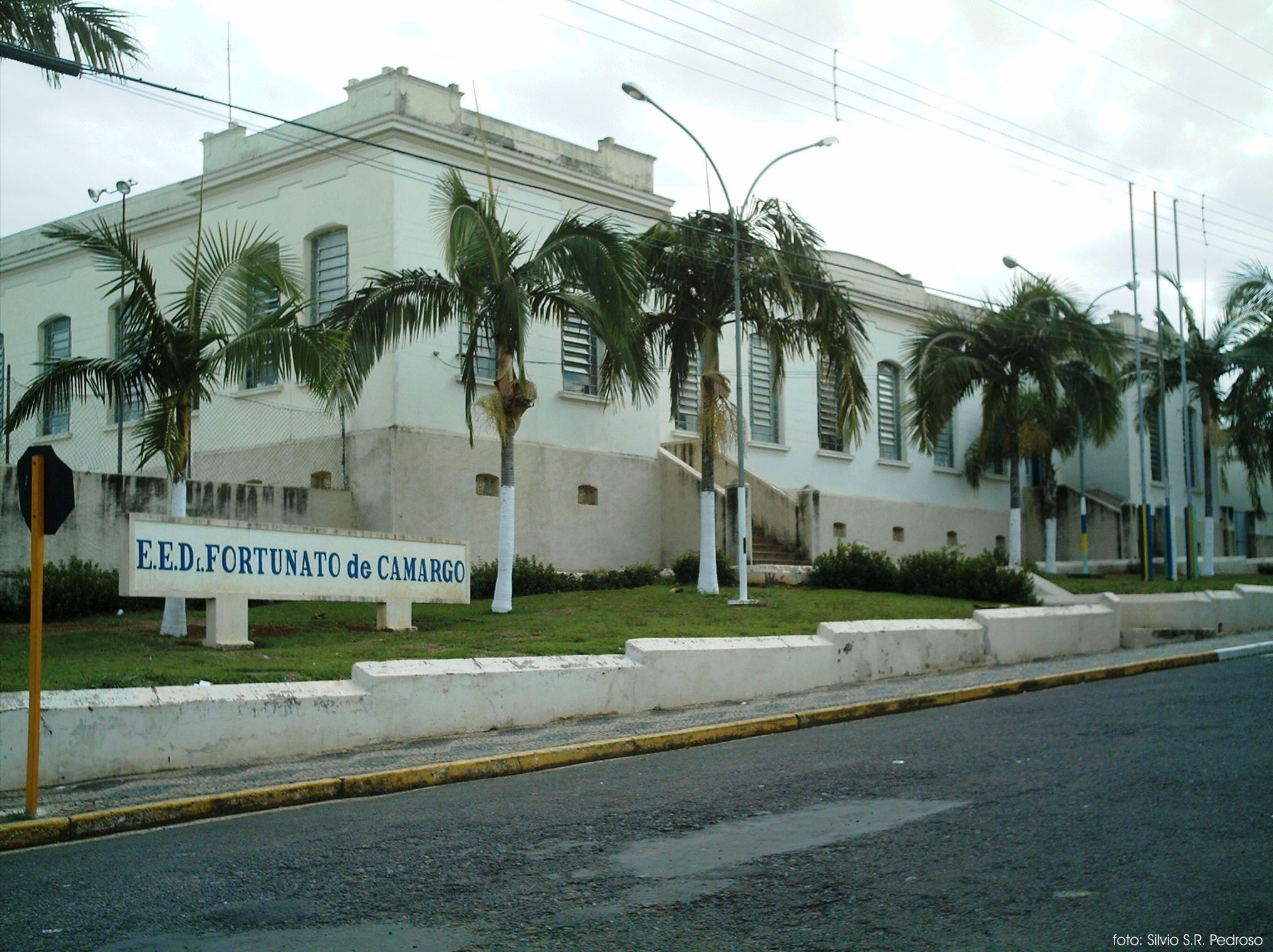
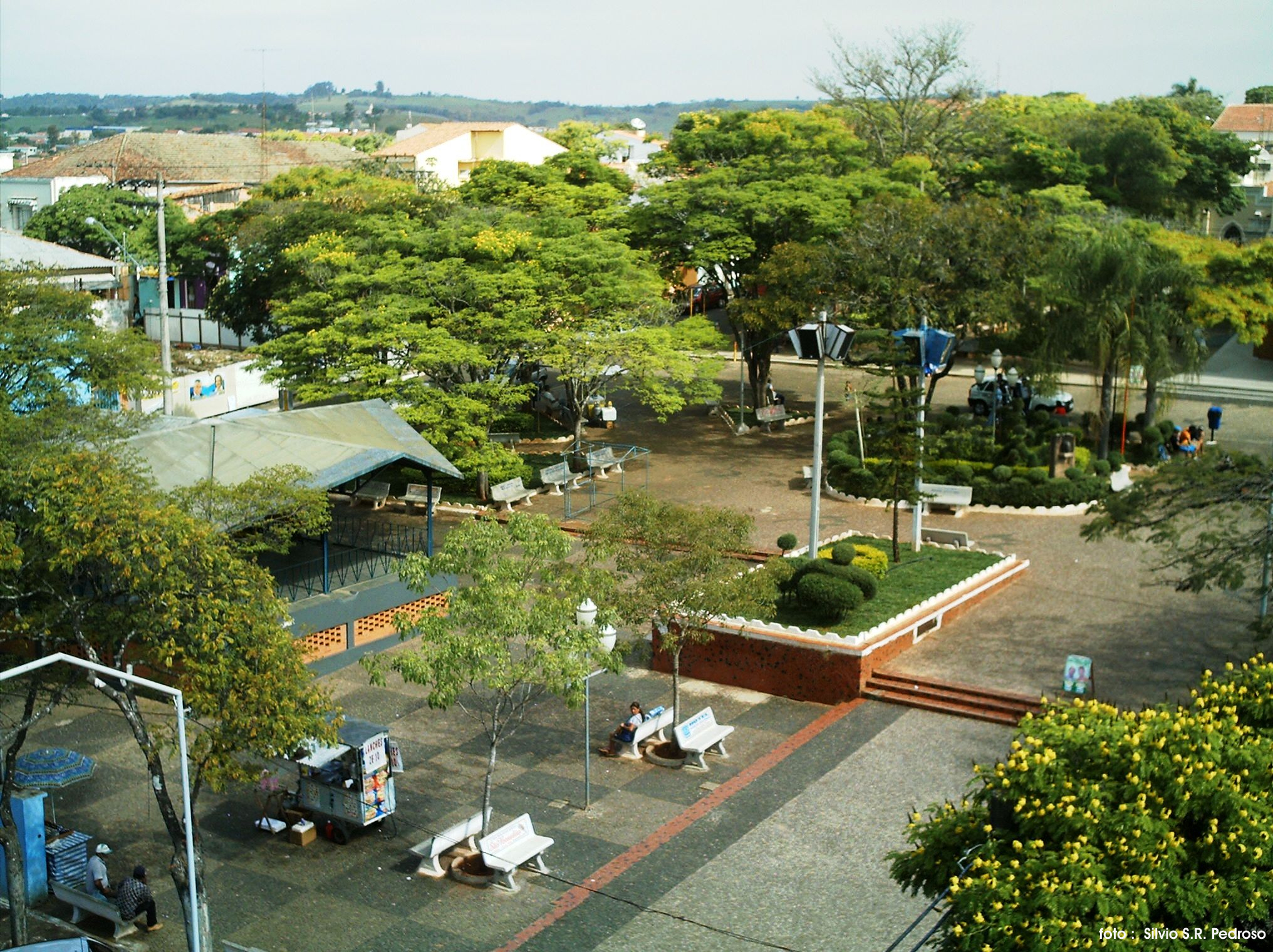
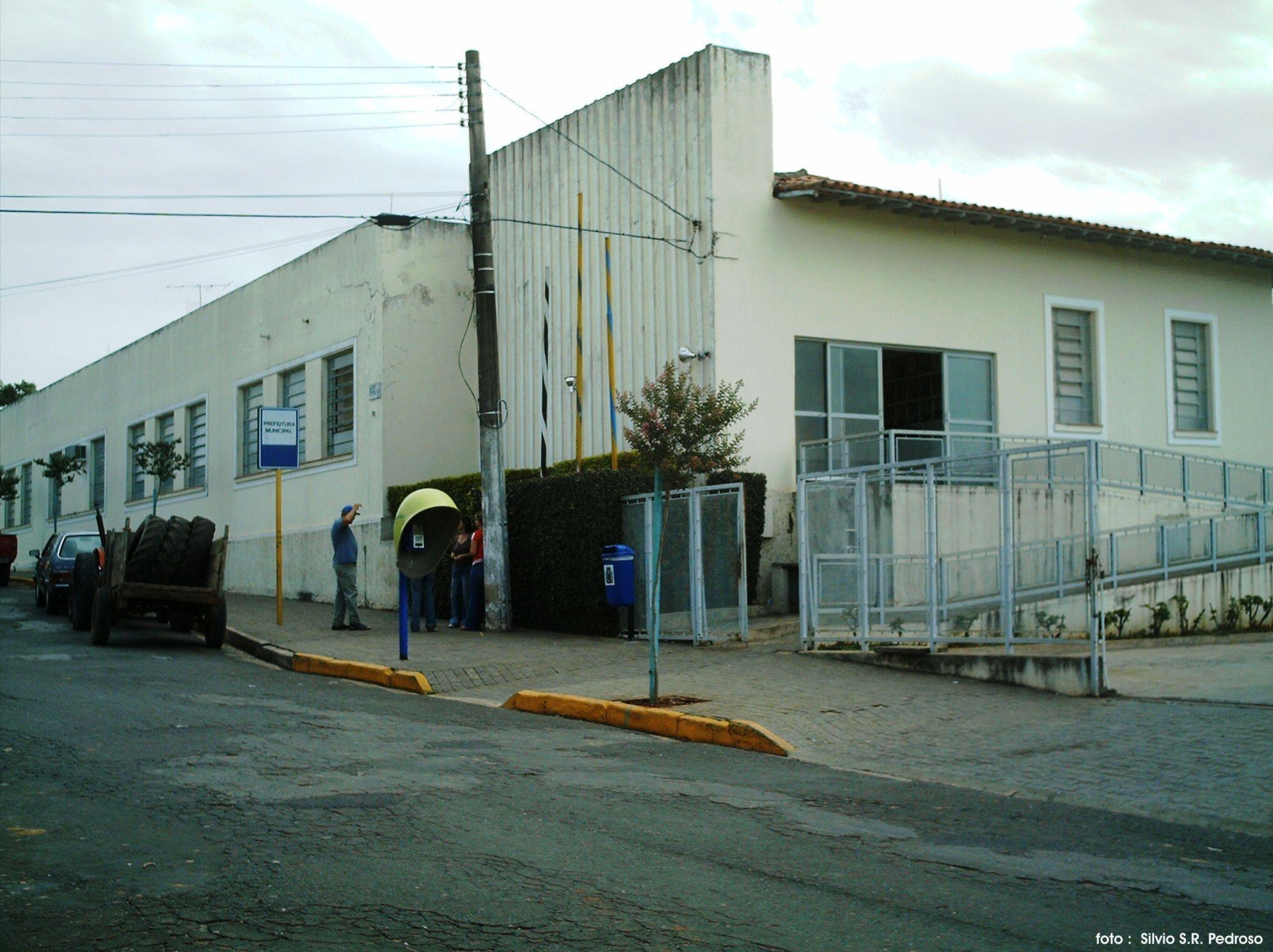
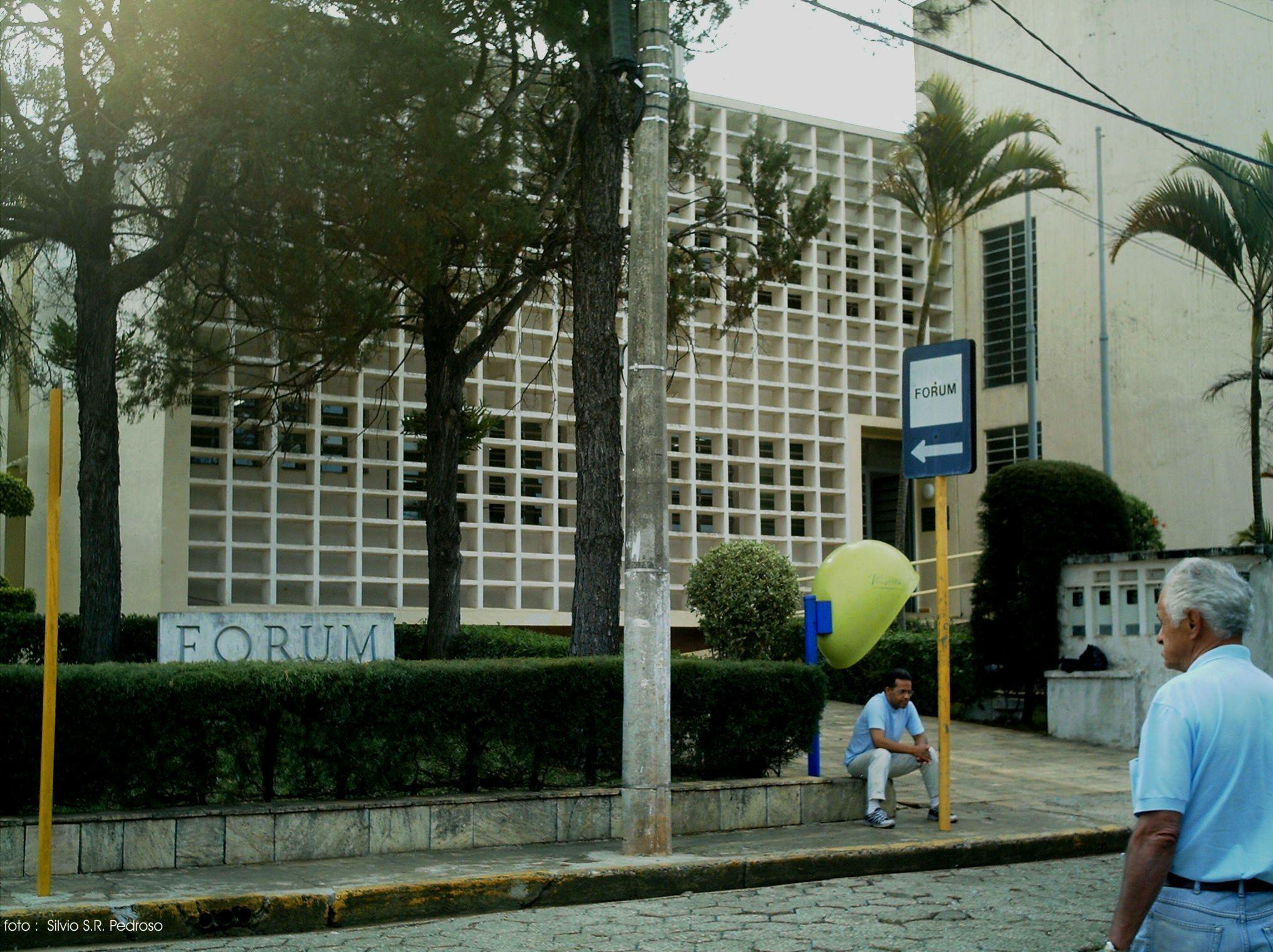